# Need for Speed (2015)
Need for Speed (hay còn gọi là Need for speed 2015) là một trò chơi điện tử đua xe thế giới mở phát hành vào cuối năm 2015, được phát triển bởi studio Ghost Games (Nay là EA Gothenburg) và phát hành bởi Electronic Arts dành cho hệ điều hành Microsoft Windows, Playstation 4 và Xbox One. Đây là trò chơi lần thứ 21 trong nền sê-ri đua xe lâu dài nổi tiếng NFS và là bản làm lại đặc quyền phiên bản mới cho nền tảng điện tử thế hệ thứ tám. Ngày 21 tháng 11, EA công bố chính thức trò chơi phát hành dưới dạng full-reboot, lấy cảm hứng từ phần game Need for Speed: Underground.
Trò chơi này đã lấy lại chức năng mà các game thủ luôn nhấn mạnh nhất là phần độ xe, tạo các họa tiết trang tri cho các xe hơi kể từ chức năng này có vào năm 2010 - Need for Speed: World.
Need for Speed là trò chơi trực tuyến qua mạng online. Ngày 14 tháng 9 năm 2015, Trang web chính thức game Need for Speed thông báo về sự trì hoãn chưa phát hành trên nền tảng PC, Microsoft Windows đã được công bố và dời ngày phát hành vào mùa xuân 2016 nhằm cho nhà phát triển cải tiến điều hành về khung hình, chỉnh sửa đồ họa và kết nối chơi qua mạng được ổn định.

## Gameplay
Tương tự như các loại game Need for Speed, người chơi chọn một chiếc xe để đua với những người chơi khác. Một đoạn quay video của trò chơi trong giai đoạn pre-alpha được chiếu tại hội thảo E3 vào ngày 15 tháng 6 năm 2015. Đoạn E3 này đã quay một phần cốt truyện của trò chơi, cùng với chiếc Subaru BRZ. Trò chơi cung cấp các chức năng độ xe, chi tiết nhất là các góc quay khi người chơi muốn độ phần nào đó của chiếc xe. 

## Cách chơi
Có 5 cách chơi: Speed, Style, Crew, Build và Outlaw. Những chức năng này sẽ cung cấp điểm REP cho người chơi qua 5 cốt truyện trùng lặp. Need for Speed lấy bối cảnh tại thành phố Ventura Bay, một thành phố ảo phỏng theo thành phố Los Angelas tại tiểu bang California, Mỹ.